# Halosarcina
Genre
Espèces de rang inférieur
- Halosarcina limi
- Halosarcina pallida

Halosarcina est un genre d'archées halophiles de la famille des Halobacteriaceae.